# Steenhoffstraat 6
Steenhoffstraat 6 is een gemeentelijk monument in de gemeente Soest in de provincie Utrecht.
De dubbele villa werd rond 1890 ontworpen. Het pand heeft veel overeenkomsten met het huis op de Steenhoffstraat 8-10. De achtergevels en de balkons zijn later veranderd. Aan de linker zijgevel is een erker aangebouwd. In 1979 kreeg het een kantoorfunctie voor de gemeente Soest. Het middengedeelte heeft een inpandig portiek met een halfrond bovenlicht. Op de gevels zijn gepleisterde banden aangebracht ter verlevendiging. Op de bogen boven de vensters is siermetselwerk aangebracht. De achtergevel is bepleisterd.